# 万泉寺公园
万泉寺公园，位于北京市丰台区万泉寺鹅凤营甲2号。

## 简介
万泉寺公园创建于1994年，占地面积200亩。因为投资管理公司的资金没有到位，所以万泉寺公园内的项目停建，公园一直用围墙封闭不对游人开放。万泉寺公园隶属丰台万泉寺投资管理公司（卢沟桥乡集体所有），由万泉寺投资管理公司下属单位的负责人李某负责管理。2003年，万泉寺公园购买一只大丹犬看护该园，但没有办理养犬登记手续。2006年10月7日，一个女孩在万泉寺公园内被该犬咬成重伤，送往宣武医院救治。
金中都城遗迹现存三段城垣遗址，其中两段南城垣遗迹位于万泉寺公园内。
丰台区文物部门先后将不少石刻文物送到该公园统一保护。重要石刻文物有：
- 万泉寺公园石刻：2001年，丰台区文物部门将散落在丰台区田野的部分石碑及石人、石马移到万泉寺公园集中保管，并修复了不完整的石碑，加固碑座，建成万泉寺石刻园。“万泉寺公园石刻”被列为普查登记文物，类别为石窟寺及石刻。[4]
- 格尔古德碑：格尔古德，满洲镶蓝旗人，钮祜禄氏，清朝直隶巡抚。格尔古德碑原位于丰台区卢沟桥乡鹅凤营村，地处丽泽开发区范围内。该碑为清朝康熙二十四年四月十八日立，质地为青石，螭首趺座，通高4.44米，厚0.38米，宽1.08米，碑两面四框线刻二龙戏珠，额篆“敕建”二字，满汉合璧文，碑文较清晰。2011年，该碑周围居民均已拆迁。为更好保护该碑，2011年4月26日，丰台区文化委员会向北京丽泽开发建设有限公司发出《关于格尔古德碑迁址至金都乐苑的函》（丰文字〔2011〕27号），要求该公司将碑就近迁到金都乐苑。但经协商，同年5月将该碑迁到万泉寺公园保存。[5][6][7]该碑以“马尔格尔古德碑”之名，被列为普查登记文物，类别为石窟寺及石刻。[8]